# Saël Kumbedi
Saël Kumbedi Nseke (* 26. März 2005 in Stains) ist ein französisch-kongolesischer Fußballspieler, der aktuell bei Olympique Lyon in der Ligue 1 spielt.

## Karriere

### Verein
Kumbedi begann seine fußballerische Ausbildung bei Epinay, ehe er im Sommer 2015 in die Jugendakademie von Paris Saint-Germain wechselte. Im Jahr 2018 spielte er für ein Jahr beim Amateurverein CC Taverny in der Jugend und wechselte anschließend zum Le Havre AC. Bei seinem Profidebüt am 19. März 2022 (30. Spieltag) wurde er bei einer 2:4-Niederlage gegen SM Caen eingewechselt und sah in der 80. Spielminute direkt die rote Karte. Bis zum Ende der Saison 2021/22 kam er noch zu einem weiteren Saisoneinsatz in der Liga, einem im Pokal noch zuvor und zwei Spielen für die U19 in der Coupe Gambardella.
Nach vier weiteren Ligaeinsätzen für Le Havre, wechselte Kumbedi Ende August 2022 in die Ligue 1 zu Olympique Lyon. In der höchsten französischen Spielklasse debütierte er am neunten Spieltag, als er bei einer 0:1-Niederlage gegen den RC Lens für Nicolás Tagliafico ins Spiel kam.

### Nationalmannschaft
Kumbedi war in den Jahren 2021 und 2022 absoluter Stammspieler bei der französischen U17-Nationalmannschaft. Bei der U17-EM 2022 spielte er in fünf von sechs Spielen, wobei er zweimal traf und drei Tore vorlegte. Insbesondere durch seine beiden Tore im Finale gegen die Niederlande verhalf er seiner Mannschaft dadurch zum Gewinn des Turniers. Insgesamt spielte er 15 Mal mit den U17-Junioren in allen Wettbewerben. Seit September 2022 spielt er nun für die U18-Mannschaft.

## Erfolge
Frankreich U17
- U17-Europameister: 2022